# Ђидо
Ђидо је комад у пет чинова, с певањем. Написали су га Драгомир Брзак и Јанко Веселиновић, а музику је компоновао Даворин Јенко. Комад је премијерно изведен 7. јуна 1892. године у Народном позоришту у Београду. Ђидо се сматра једним од првих српских позоришних мјузикала.

## Радња
Средиште збивања комада је љубав Здравка и Љубице, младих људи чији су очеви политички противници. Поред љубавног заплета, смештеног у мачванској средини, постоје актуелне политичке и друштвене прилике и надолазећи избори за избор сеоског кмета. 

## Значај
Поред позоришног значаја, комад Ђидо  поседује књижевну и етнографску вредност приказујући народне обичаје, ношњу и нумере инспирисане народним песмама.
Године 1970. снимљен је истоимени телевизијски филм заснован на комаду, у режији Јована Коњовића. У филму главне улоге играју Светлана Бојковић и Петар Божовић.